# Eberhard Binder (Politiker)
Eberhard Binder (* 11. März 1854 in Le Petit-Saconnex; † 7. Februar 1907 in Les Eaux-Vives, heimatberechtigt in Genf) war ein Schweizer Politiker.

## Biografie
Binder studierte Rechtswissenschaften an den Universitäten Göttingen und Genf und doktorierte 1877. Anschliessend war er von 1877 bis 1883 und von 1891 bis 1904 Anwalt. Von 1879 bis 1883 war er stellvertretender Friedensrichter und von 1883 bis 1891 war er Richter am erstinstanzlichen Zivilgericht. Zum Abschluss seiner beruflichen Laufbahn war er Kantonsrichter.
Seine ersten politischen Ämter nahm er von 1882 bis 1890 im Gemeinderat von Genf wahr, wobei er freisinnige Positionen vertrat. Im gleichen Jahr wurde er in den Grossen Rat des Kantons Genf gewählt, wo er bis 1892 Einsitz hatte. Danach rückte er 1892 in den Ständerat nach, wurde aber bereits 1893 nicht mehr wiedergewählt. Daraufhin zog er sich aus der Politik zurück, da er einen Rekurs wegen Unregelmässigkeiten bei der Wahl in seiner Funktion als Präsident des Wahlausschusses an den Bundesrat einrichte, diesen dann aber widerrufen hatte.